# Festival Iberoamericano de Teatro de Bogotá

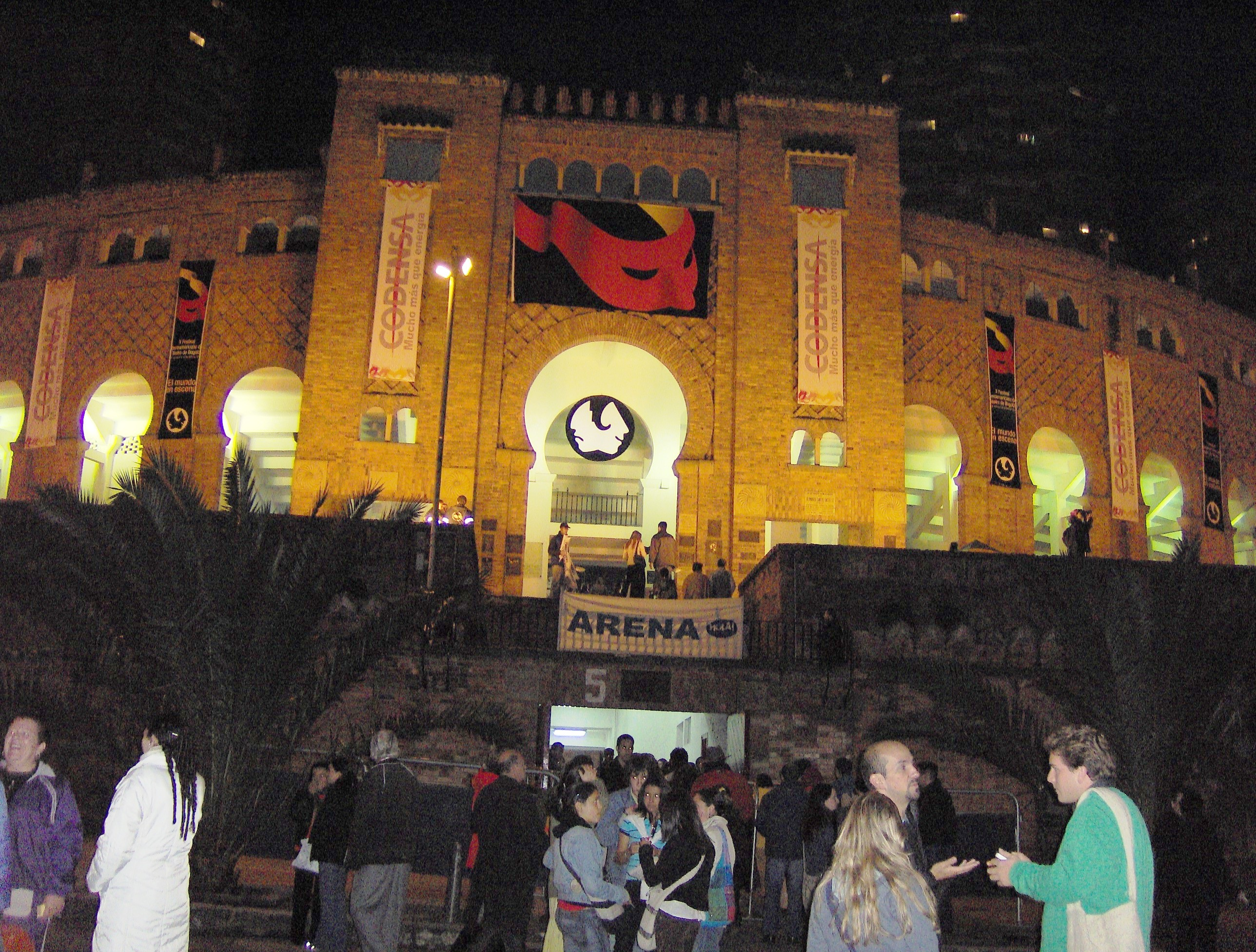
uno degli appuntamenti del Festival, edizione 2006, in Plaza de Toros

Il Festival Iberoamericano de Teatro de Bogotá è un festival teatrale che si svolge a Bogotà, in Colombia, con cadenza biennale a partire dal 1988 e ha una durata di due settimane. Ad oggi, è una delle più importanti manifestazioni di teatro del continente americano.

## Storia
Ideato dall'attrice teatrale Fanny Mikey, una della attrici colombiane più importanti del panorama culturale colombiano, e da Ramiro Osorio, vide la sua prima edizione svolgersi dal 25 marzo al 3 aprile 1988 e il motto che la accompagnò era "Un acto de fe".
Da allora, a cadenza biennale, il festival si ripete nei mesi che vanno da marzo ad aprile coinvolgendo l'intera città grazie al dislocamento degli avvenimenti in diversi luoghi, teatrali e non, della capitale colombiana.
Sebbene vi sia una forte partecipazione di compagnie e artisti locali, il festival è aperto ad artisti di tutte le nazionalità e in tutte le edizioni vi sono degli Invitati speciali, ossia compagnie di paesi che di volta in volta vengono nominati per essere rappresentati nel corso del Festival.
I generi del festival sono molteplici: sono rappresentati, a titolo di esempio, la danza classica, il teatro delle marionette, il dramma, il teatro giovani e così via.